# Shibushi, Kagoshima
Shibushi (志布志市 Shibushi-shi) là một thành phố thuộc tỉnh Kagoshima, Nhật Bản.